# Sieroszewo (Cuyavia y Pomerania)
Sieroszewo [pronunciación en polaco: /ɕɛrɔˈʂɛvɔ/] es un pueblo pequeño en el distrito administrativo de Gmina Boniewo, dentro del Distrito de Włocławek, Voivodato de Cuyavia y Pomerania, en el norte de Polonia.